# Chokosoku Card Racer
 (juillet 2010).
Si vous disposez d'ouvrages ou d'articles de référence ou si vous connaissez des sites web de qualité traitant du thème abordé ici, merci de compléter l'article en donnant les références utiles à sa vérifiabilité et en les liant à la section « Notes et références ».
Chokosoku Card Racer est un jeu vidéo de course utilisant un système de cartes, développé et édité par Capcom en 2007 sur System 246.